# Recchia moema
Recchia moema är en skalbaggsart som beskrevs av Martins och Maria Helena M. Galileo 1998. Recchia moema ingår i släktet Recchia och familjen långhorningar.
Artens utbredningsområde är Uruguay. Inga underarter finns listade i Catalogue of Life.